# صنف أفلام

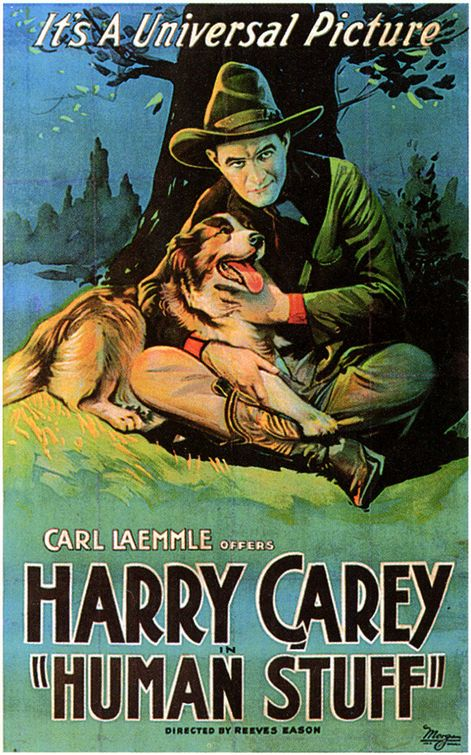
فيلم غرب أمريكي

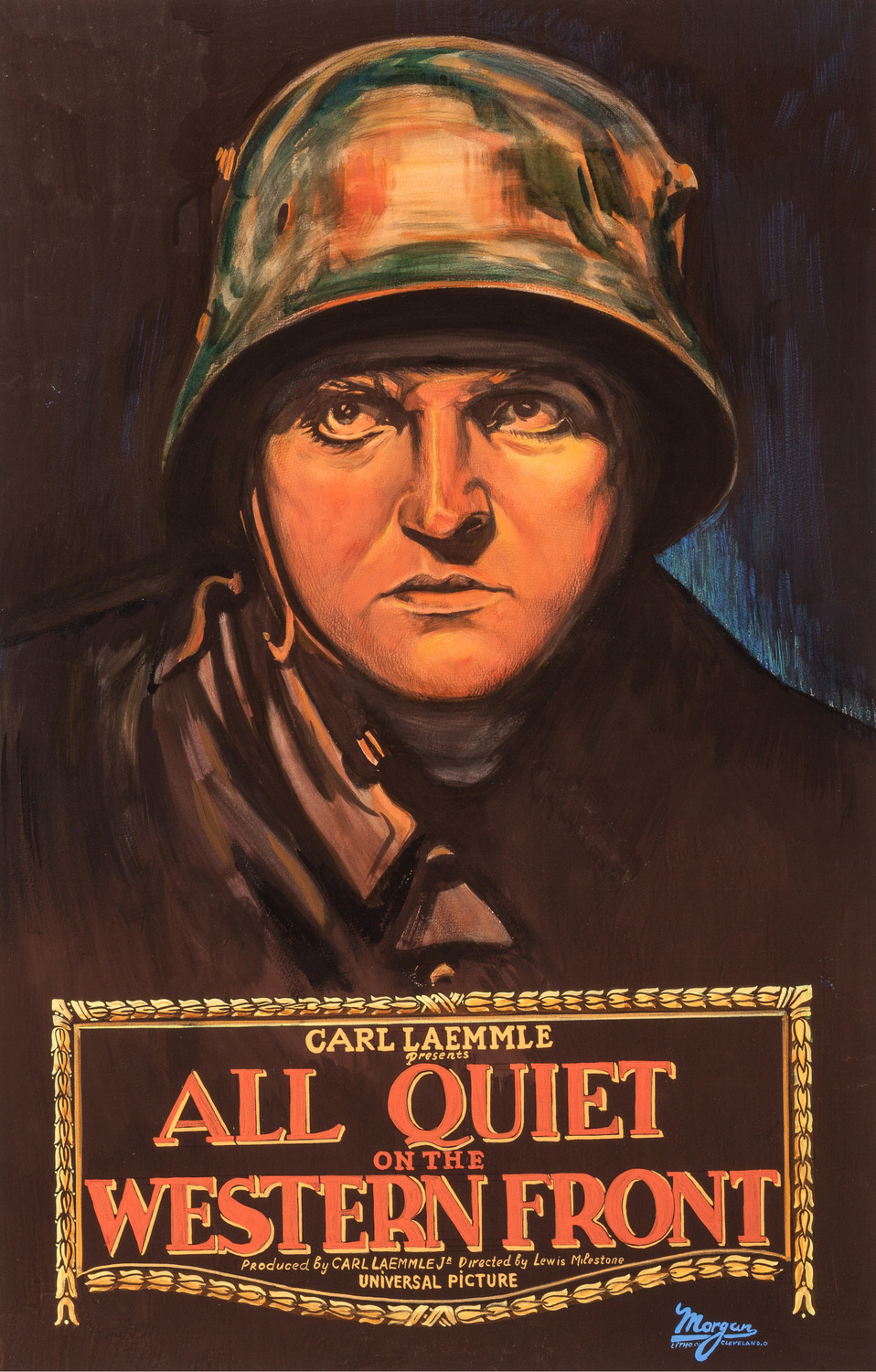
كل شيء هادىء على الجبهة الغربية (فيلم 1930) للكاتب لويس مايلستون

صنف الأفلام هو فئة الأفلام السينمائية ويستند (على سبيل المثال) إلى أوجه التشابه إما في عناصر القصة أو في الاستجابة العاطفية للفيلم (أي: جاد، فكاهي، إلخ). تُشتق معظم نظريات صنف الأفلام من النوع الأدبي. يرتبط كل صنف من أصناف الأفلام بـ «الاصطلاحات والأيقونية وسياق القصة والسرد والشخصيات الوضعية والممثلين». تختلف الشخصيات في أصناف الأفلام القياسية وفقًا لنوع الفيلم؛ على سبيل المثال، تتضمن الشخصيات القياسية في فيلم نوار كلًا من الأنثى فائقة الجمال والمحقق «القاسي»؛ قد يصور فيلم الغرب الأمريكي شخصية معلم المدرسة وشخصية المقاتل. يكتسب بعض الممثلين سمعة مرتبطة بنوع فني واحد، مثل جون واين (رجل الغرب الأمريكي) أو فريد أستير (الموسيقي). يؤثر صنف الفيلم على استخدام أساليب وتقنيات الإنتاج الإعلامي، مثل استخدام الاسترجاع الفني ومستوى الإضاءة المنخفضة في فيلم نوار، والتأطير الضيق في أفلام الرعب، والخطوط التي تبدو مثل جذوع الأشجار غير المصقولة لعناوين أفلام الغرب الأمريكي، أو خط «سكرولد» (خربشة) المستعمل في عنوان وشارة نهاية فيلم سيفن (1995)، أحد أفلام القتلة المتسلسلين. بالإضافة إلى ذلك، ترتبط الأنواع الفنية باصطلاحات أفلمة الموسيقى، مثل أوركسترات «لاش سترينغ» للأفلام الميلودرامية والرومانسية أو الموسيقا الإلكترونية المستعملة في سينما الخيال العلمي. 
تشتمل تصنيفات الأفلام الأساسية على كل من الخيال والأفلام الوثائقية التي نشأت منها تصنيفات الأفلام الفرعية مثل الخيال الوثائقي والدراما الوثائقية. تضم الأمثلة الأخرى على أنماط الأفلام الفرعية دراما قاعة المحكمة أو الدراما التي تركز على المحكمة والمحاكمة والمعروفة باسم الدراما القانونية، وهي صنف فرعي من الدراما. يمكن أيضًا أن تجتمع أنماط الخيال التي قد تبدو غير ذات صلة لتشكيل أنماط أفلام فرعية هجينة، مثل خلط الرعب والكوميديا في سلسلة أفلام إيفل ديد (الشر المميت). تتضمن المجموعات المُدمجة الشعبية الأخرى الكوميديا الرومانسية وبعض أفلام مصاصي الدماء وأفلام كوميديا الحركة. يميز ألان ويليامز ثلاث فئات رئيسية من أنماط الأفلام: الأفلام القصصية والأفلام التجريبية والأفلام الوثائقية. أفلام الدرجة الثانية هي «أفلام تجارية طويلة تسرد قصصًا مألوفة بشخصيات مألوفة ومواقف مألوفة من خلال التكرار والتباين». يؤثر النوع الفني على كيفية بث الأفلام على التلفاز، والإعلان عنها، وتنظيمها في متاجر تأجير الأفلام الفيديو.
يمكن للمرء أيضًا تصنيف الأفلام حسب سياق القصة أو السمة أو الموضوع الذي يتناوله أو الحالة المزاجية التي يضع المشاهد فيها أو تنسيقه أو الجمهور المستهدف أو الميزانية. يعبر سياق القصة عن البيئة التي تجري فيها أحداث القصة والعمل (على سبيل المثال، فيلم حربي أو فيلم عن الغرب الأمريكي أو فيلم أوبرا فضاء). تشير السمة أو الموضوع إلى القضايا أو المفاهيم التي يدور حولها الفيلم (مثل فيلم خيال علمي أو فيلم رياضي أو فيلم جريمة). تُشير الحالة المزاجية إلى الأسلوب العاطفي للفيلم (على سبيل المثال، فيلم كوميدي أو فيلم رعب أو فيلم مبكٍ). يشير تنسيق الفيلم إلى الطريقة التي صُور بها (على سبيل المثال، 35 مم أو 16 مم أو 8 مم) أو طريقة عرضه (كالشاشة العريضة البصرية المشوهة). يُعتبر الجمهور المستهدف إحدى الطرق الإضافية لتصنيف الأفلام (مثلًا: أفلام عائلية أو أفلام المراهقين أو أفلام النساء) أو نمط الإنتاج (على سبيل المثال، فيلم درجة ثانية، فيلم بلوك باستر ذو ميزانية ضخمة أو فيلم منخفض التكاليف مثل أفلام الهواة). ليس النوع الفني هو فقط من يشير إلى نمط الفيلم أو تصنيفه؛ تلعب تطلعات المشاهدين حول الفيلم والخطابات المؤسساتية التي تخلق هياكل عامةً دورًا رئيسيًا أيضًا. الأنواع الفنية غير ثابتة؛ تتغير وتتطور الأنواع الفنية بمرور الوقت، وقد تختفي بعض الأنواع الفنية إلى حد كبير (كالميلودراما على سبيل المثال). 

## أمثلة

### أفلام الحركة والإثارة
- فيلم كوارث
- سوبر هيرو موف
- جاسوس (فيلم)

### أفلام كوميدية
- كوميديا الأخلاق
- كوميديا تهريجية
- كوميديا رومنسية
- كوميديا سوداء
- كوميدي رعب

### افلام الدراما
- أفلام الجريمة
- كوميديا دراما
- ميلودراما
- تراجيديا
- دراما نفسية
- دراما قانونية  [لغات أخرى]‏

## للاستزادة
- Altman, Rick. Film/Genre. BFI Publishing (1999). ISBN 0-85170-717-3؛ ISBN 978-0-85170-717-4
- Grant, Barry. Film Genre Reader
- Grant, Barry Keith. Film Genre: From Iconography to Ideology. Wallflower Press: 2007.
- Neale, Steve. Genre and Contemporary Hollywood
- Neale، Steve (1999). Genre and Hollywood. Taylor & Francis. {{استشهاد بكتاب}}: الوسيط غير المعروف |الرقم المعياري= تم تجاهله يقترح استخدام |ردمك= (مساعدة)
- Langford، Barry (2005). Film Genre: Hollywood and Beyond. Edinburgh University Press. {{استشهاد بكتاب}}: الوسيط غير المعروف |الرقم المعياري= تم تجاهله يقترح استخدام |ردمك= (مساعدة)